# Hamataliwa
Hamataliwa és un gènere d'aranyes araneomorfes de la família dels oxiòpids (Oxyopidae). Fou descrit per primera vegada l'any 1887 per E. Keyserling.
Les espècies d'aquest gènere es distribueixen per Amèrica, l'Àfrica subsahariana, Àsia i Austràlia.

## Taxonomia
Segons el World Spider Catalog amb data de març de 2017 Hamataliwa te reconegudes les següents 83 espècies:
- Hamataliwa albibarbis (Mello-Leitão, 1947)
- Hamataliwa argyrescens Mello-Leitão, 1929
- Hamataliwa aurita Zhang, Zhu & Song, 2005
- Hamataliwa banksi (Mello-Leitão, 1928)
- Hamataliwa barroana (Chamberlin & Ivie, 1936)
- Hamataliwa bicolor (Mello-Leitão, 1929)
- Hamataliwa bituberculata (Mello-Leitão, 1929)
- Hamataliwa brunnea (F. O. Pickard-Cambridge, 1902)
- Hamataliwa buelowae Mello-Leitão, 1945
- Hamataliwa bufo Brady, 1970
- Hamataliwa catenula Deeleman-Reinhold, 2009
- Hamataliwa caudata Mello-Leitão, 1929
- Hamataliwa cavata (Kraus, 1955)
- Hamataliwa cheta Brady, 1970
- Hamataliwa circularis (Kraus, 1955)
- Hamataliwa communicans (Chamberlin, 1925)
- Hamataliwa cooki Grimshaw, 1989
- Hamataliwa cordata Zhang, Zhu & Song, 2005
- Hamataliwa cornuta (Thorell, 1895)
- Hamataliwa crocata Brady, 1970
- Hamataliwa cucullata Tang, Wang & Peng, 2012
- Hamataliwa difficilis (O. Pickard-Cambridge, 1894)
- Hamataliwa dimidiata (Soares & Camargo, 1948)
- Hamataliwa dubia (Mello-Leitão, 1929)
- Hamataliwa facilis (O. Pickard-Cambridge, 1894)
- Hamataliwa flebilis (O. Pickard-Cambridge, 1894)
- Hamataliwa floreni Deeleman-Reinhold, 2009
- Hamataliwa foveata Tang & Li, 2012
- Hamataliwa fronticornis (Lessert, 1927)
- Hamataliwa fronto (Thorell, 1890)
- Hamataliwa globosa (F. O. Pickard-Cambridge, 1902)
- Hamataliwa grisea Keyserling, 1887
- Hamataliwa haytiana (Chamberlin, 1925)
- Hamataliwa helia (Chamberlin, 1929)
- Hamataliwa hellia Dhali, Saha & Raychaudhuri, 2017
- Hamataliwa hista Brady, 1970
- Hamataliwa ignifuga Deeleman-Reinhold, 2009
- Hamataliwa incompta (Thorell, 1895)
- Hamataliwa kulczynskii (Lessert, 1915)
- Hamataliwa labialis (Song, 1991)
- Hamataliwa laeta (O. Pickard-Cambridge, 1894)
- Hamataliwa latifrons (Thorell, 1890)
- Hamataliwa maculipes (Bryant, 1923)
- Hamataliwa manca Tang & Li, 2012
- Hamataliwa marmorata Simon, 1898
- Hamataliwa menglunensis Tang & Li, 2012
- Hamataliwa micropunctata (Mello-Leitão, 1929)
- Hamataliwa monroei Grimshaw, 1989
- Hamataliwa nigrescens Mello-Leitão, 1929
- Hamataliwa nigritarsa Bryant, 1948
- Hamataliwa nigriventris (Mello-Leitão, 1929)
- Hamataliwa obtusa (Thorell, 1892)
- Hamataliwa oculata Tang & Li, 2012
- Hamataliwa ovata (Biswas, Kundu, Kundu, Saha & Raychaudhuri, 1996)
- Hamataliwa pedicula Tang & Li, 2012
- Hamataliwa penicillata Mello-Leitão, 1948
- Hamataliwa pentagona Tang & Li, 2012
- Hamataliwa perdita Mello-Leitão, 1929
- Hamataliwa peterjaegeri Deeleman-Reinhold, 2009
- Hamataliwa pilulifera Tang & Li, 2012
- Hamataliwa porcata (Simon, 1898)
- Hamataliwa positiva Chamberlin, 1924
- Hamataliwa pricompta Deeleman-Reinhold, 2009
- Hamataliwa puta (O. Pickard-Cambridge, 1894)
- Hamataliwa quadrimaculata (Mello-Leitão, 1929)
- Hamataliwa rana (Simon, 1898)
- Hamataliwa reticulata (Biswas, Kundu, Kundu, Saha & Raychaudhuri, 1996)
- Hamataliwa rostrifrons (Lawrence, 1928)
- Hamataliwa rufocaligata Simon, 1898
- Hamataliwa sanmenensis Song & Zheng, 1992
- Hamataliwa schmidti Reimoser, 1939
- Hamataliwa strandi (Lessert, 1923)
- Hamataliwa subfacilis (O. Pickard-Cambridge, 1894)
- Hamataliwa subhadrae (Tikader, 1970)
- Hamataliwa submanca Tang & Li, 2012
- Hamataliwa torsiva Tang, Wang & Peng, 2012
- Hamataliwa triangularis (Kraus, 1955)
- Hamataliwa tricuspidata (F. O. Pickard-Cambridge, 1902)
- Hamataliwa truncata (Thorell, 1897)
- Hamataliwa tuberculata (Chamberlin, 1925)
- Hamataliwa unca Brady, 1964
- Hamataliwa ursa Brady, 1970
- Hamataliwa vanbruggeni Deeleman-Reinhold, 2009